# Станислав Смолка
Станѝслав Смо̀лка (на полски: Stanisław Smolka) е полски историк, медиевист, професор и ректор на Ягелонския университет, преподавател в Люблинския католически университет, един от създателите на Краковската медиевистична школа.

## Биография
Станислав Смолка е роден на 29 юни 1854 година в Лвов, в семейството на юриста и политик Франчишек Смолка. Завършва история в Гьотингенския университет. Там през 1873 година защитава докторска дисертация.
През 1875 година започва да преподава в Ягелонския университет. В 1880 година става редовен професор в катедрата по история на Австрия. През 1883 година поема катедрата по история на Полша. На следващата година е приет за действителен член на Академията на знанията в Краков (главен секретар в периода 1890 – 1903). В годините 1895 – 1896 година е ректор на университета.
Поради здравословни проблеми през 1903 година се оттегля от заеманите длъжности. В 1912 година е удостоен с титлата „доктор хонорис кауза“ на Лвовския университет. По време на Първата световна война (1914 – 1918) подкрепя Върховния национален комитет и като негов пратеник осъществява мисии в Швейцария и Италия. След възстановяването на полската държава (1919) приема поканата да ръководи катедрата по история на Полша в новосъздадения Люблински католически университет.
Станислав Смолка умира на 27 август 1924 година в имението Новошице.

## Научни трудове
- Henryk Brodaty. Ustęp z dziejów epoki piastowskiej (1872)
- Polska i Austria w latach 1526 – 7 (1877)
- Mieszko Stary i jego wiek (1881)
- Szkice historyczne. Seria druga (1883)
- Rok 1386: w pięciowiekową rocznicę (1886)
- Kiejstut i Jagiełło (1888)
- Najdawniejsze pomniki dziejopisarstwa rusko-litewskiego: rozbiór krytyczny (1889)
- Stanowisko mocarstw zachodnich wobec konstytucji 3-go maja (1891)
- Jan Długosz, jego życie i stanowisko w piśmiennictwie (1893) – в съавторство с Михал Бобжински
- Polska i Brandenburgia za czasów Jagiełły (1896)
- Polityka Lubeckiego przed powstaniem listopadowym (1907)